# 熊のジャン

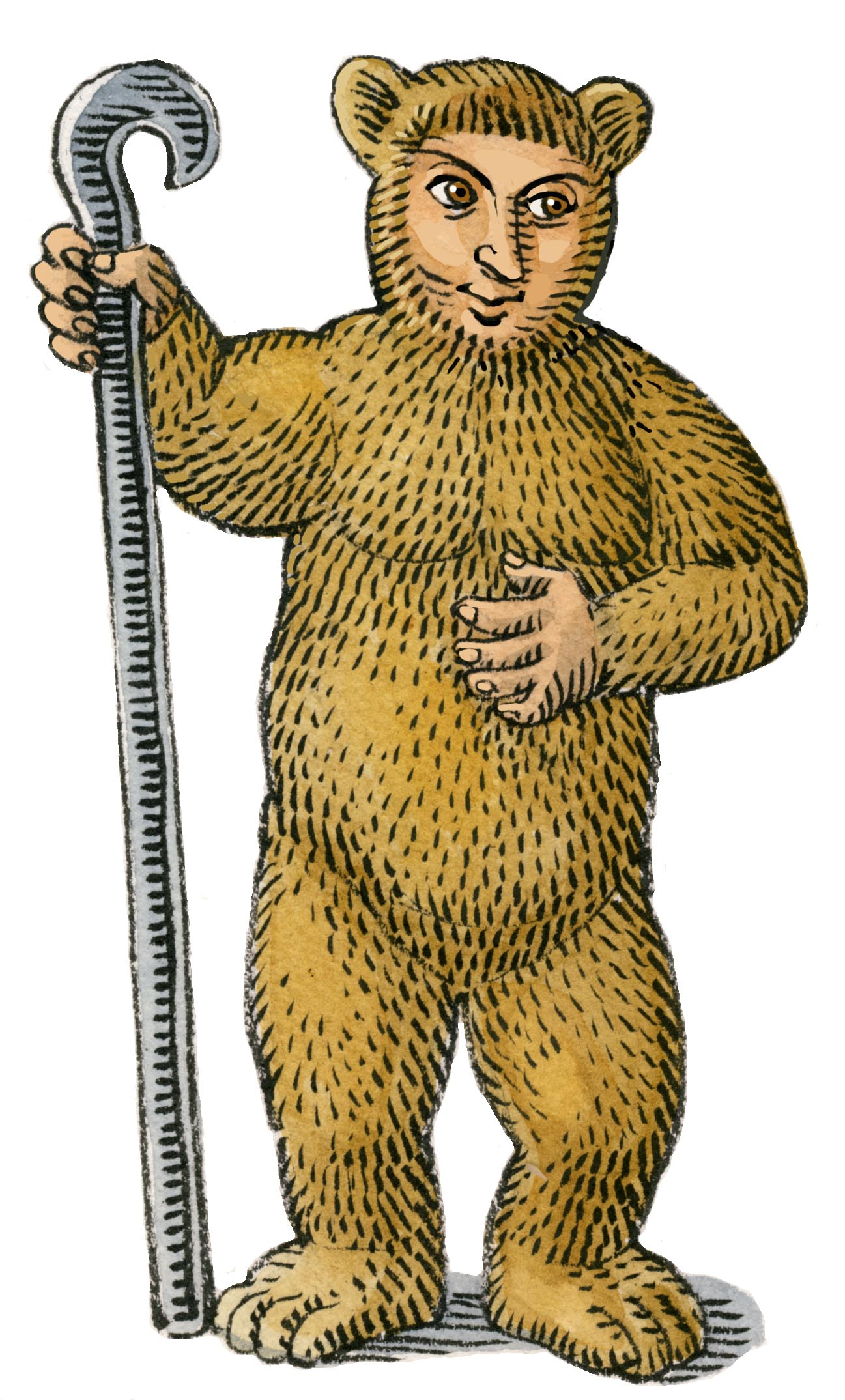
熊のジャン（想像図）。このように熊の耳を持つという記述はない。

熊のジャン（くまのジャン、仏: Jean de l'Ours）・クマのジャン、熊の子ジャン、熊息子ジャンは、フランス等の口伝口承民話（伝説）に登場する半熊半人。または、この怪力の主人公の冒険譚。

## 概要
ヨーロッパ各地に広がっており、特にピレネー地方との結びつきが濃いとされる。熊の子と「ジャン」に相当する名をとどめる類話は、スペイン、ロシア、旧ヨーロッパ植民地の北米アメリカ、カナダ、メキシコにも分布している。神話学では、アーサー王物語の原型と見られている。
カタルーニャ語では熊のジョアン Joan de l'Os、メキシコ等も含むスペイン語圏では熊のホアン  Joan de l'Ós、熊のフアン Juan el Oso 、熊のファニート Juanito el Oso、熊のファニーリョ Juanillo el Oso等、英訳では熊のジョン （John the Bear）と表記。ロシアの熊の子イワンも一例に数えられる。AT分類においては、広義では301型、狭義では301 B型に分類される。 
フランス民話の熊のジャンは、熊と人間の母親との間に生まれた毛深い男児で、乱暴により退学処分をうけ、鍛冶師の弟子となり、鉄杖を自作する。旅の途中、特技を持つ者たち仲間にくわわり、その三・四人組は、不思議な城に居座るが、出現した敵（小人や悪魔）に仲間たちは敗北し、主人公は勝利する。次いで地底の世界に降ることとなり、主人公のみ到着する。主人公は地底の老婆（妖精）に知恵を授かり、杖などで戦い、悪魔、巨人などを倒し、地下城で三人の王女を救出する。裏切る仲間に置き去りにされた主人公は、脱出し、王女らとの再会を果たすが、職人のふりをして現れ、王の試練を突破して王女のひとりと結婚する、などが典型的な要素である。
世界一般の類話でも同じような展開が見られる。日本民話の会編『決定版 世界の民話事典』の説明では、熊息子ジャンは「動物の血を引く子ども」の一種で、彼らは力が強く知恵もあり、時には動物の言葉を解す等で英雄になる。民話において熊息子ジャンは、熊と人間の母親との間に生まれ、生まれつき大変な怪力で、それがために家を追い出される。途中で目利き・腕利き・耳利き・早足といったような異常な能力を持つ三人の男たちを仲間にして、化物を退治し、三人の娘を助け出すが、仲間に裏切られて娘たちを奪われる。しかし、最後には仲間の悪事を暴き、一番美しい娘と結婚する。

## 外見

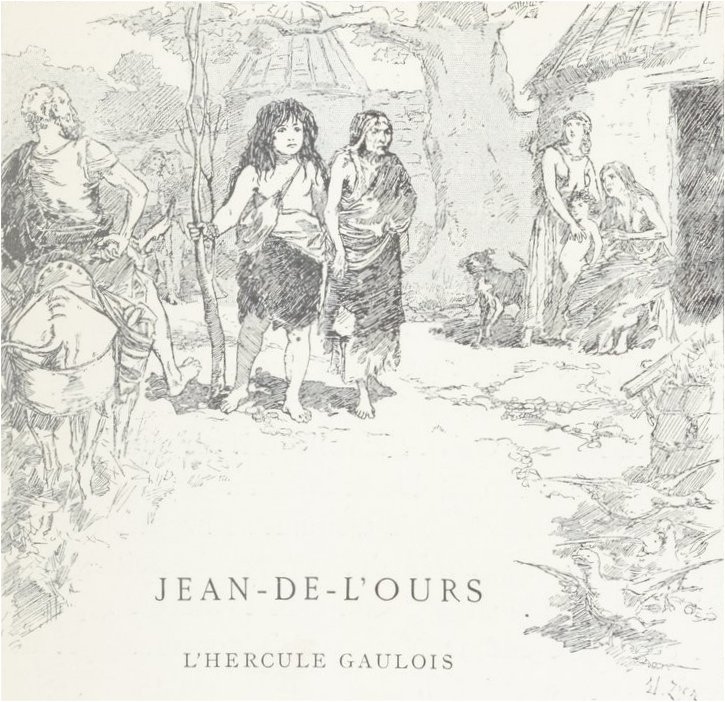
子供の頃の熊のジャン。このバージョンでは寡婦が拾った捨て子で、別に毛深くない美しい子供である。
—F. E. ツィエール画。

毛むくじゃら
フランス語のいくつかの稿本では、熊のジャンが全身体毛で覆われていたと明記する。 ガスコーニュ語版『小熊のジャン』では、「形は違うが熊のような大きな頭をしていた」と付け加えられている。
また、腰から上は人間だが、下半身は熊そのものという描写がメキシコ版「熊のファン」の稿本のひとつに見つかり、同じような設定は、ロシアの熊の子イワンにもみられる。参考例だがアヴァル語民話「熊の耳」では、主人公は熊のような耳を持つ。ジャン＝クロード・ペルテュゼ の童話では、ジャンは熊耳でイラストされている。
美少年
普通の人間の美少年として描かれる異本もある。アンリ・カルノワの民話集(1885年)に所収されるもので、雌熊に養われた捨て子という設定である。
同じくカルノワの伝説集（同1885年。挿絵：F. E. ツィエール）の所収話でも、寡婦が見つけた拾い子として熊のジャンが美少年として描写されている（右図参照）が、これは出自部分が加工された上でイポリット・バブーの編本（1862年）から転載された話例である。

## フランス語版

### 兵士が語った例
「兵士の版」というのは、地域は指定されないが、二人の兵士の回顧録（1833年刊行）に所収された話例で、フランス民話の権威ポール・ドラリュが挙げた多くの類例の第1例であり、ドラリュやダニエル・ファーブルなどが、特に301B型の典型例として扱っている。
ドラリュの民話集にも所収されるが、英訳も出版されている。
出自・幼年期
熊に拉致された木こりの妻と、その熊とのあいだに生まれた主人公。４か月で歩き、１歳で口をきき、走ることができた。そのうち熊が洞窟の入り口に栓をした石をぐらつかせるほどになる。５、６歳で石をどけ、母と脱出を果たす。学校に通わされるが、全身が毛むくじゃらなため、学校の生徒から「熊のジャン」とあだ名される。あだ名で呼ばれるつどに相手に暴力をふるい、教師から苦情。ジャンは学校を去り、鍛冶師の弟子となる。
杖と仲間たち
鍛冶場を辞め、報酬がわりに鉄杖を鍛える。重さは、長柄が800リーヴル（ポンド）、石突が200リーヴルあった。旅で得た仲間は２人のみで、「樫ひねり（トール）」と「山切り（トランシュ）」という。トールは、樹齢100の樫を結繩にして、薪を束ねるのでこの名があり、トランシュは、岩石をペンチで持ち上げて砕く。
幽霊屋敷の城内
ジャンら一行は城屋敷を見つけて宿泊。人の気配がないが、食卓もベッドも整い、夕食等も所望すればたちどころに現れた。数日後、狩猟に2人が出るあいだ、1人が留守番し昼食の鐘を鳴らすことになった。最初の当番はトランシュ。しかし体が巨大化する「小さな巨人」が暖炉の煙突口から出現、散々に殴打される。昼食の合図を欠かしたトランシュは、地下倉庫の階段で転倒したと言い訳する。翌日、トールが同じ目に遭い、違う言い訳をする。ジャンは、相手が巨大化する機を先して杖で打ちのめし、敗走させた。逃げ先は、井戸の中。
下界への下降と探訪
井戸の中を探ることに。縄に結んだ籠に乗り順番に降りるが、他の2人は底に届かぬうちに引き上げ合図の鈴を鳴らす。ジャンのみ井戸底に到達し、老婆に遭遇する。老婆は、探している相手がスペインの三王女をさらった巨人であることを解き明かす。王女たちは、それぞれ別の場所に囚われている：2頭の虎が守る鋼鉄城、4頭の豹が守る白銀城、6頭の獅子が守る黄金城。老婆は傷を治す膏薬の壺をわたし、ジャンは野獣を倒して突破する。王女らは次になるほど美しい。 眠る姫たちを、その美しさに見合う優しい方法で目覚めさせるジャン 主人公は、鋼鉄、銀、金の球体を手に入れる。
主人公の地上への脱出
仲間たちは裏切って命綱を放し、ジャンは底に転落。胴体は傷つき脚も骨折するが、膏薬で全快。ジャンは老婆の知恵を授かり、大鷲に乗り地上に向かうが、鷲が鳴き声をあげるたび餌を与えよと注意される。最後は肉がなくなり、自分の大腿の肉を削ぐが、膏薬で元通りになる。
王女らとの再会
ジャンは王都マドリードに行く。仲間たちは王女らの救出者を騙り、いちばん年長の王女はどちらかとの結婚を迫られるが、王に1年と1日の猶予を許される。その間、国中のマルセイユ産の石鹸を集め、2人を消毒。ジャンは球体をころがして、自分がいることを気づかせ、長女の姫は、王に真の救出者のことを告げる。王は、別の球体を3個所持していたが、これを複製できるものに姫らを与えると布告（失敗すれば絞首刑）。ジャンは手持ちの球体を見せて合格し、長女と結婚。裏切者2人は新しく作られた高い絞首台で処刑される 。

## 異話
異本としては、エマニュエル・コスカン編ロレーヌ地方民話集に所収される例（原話1886年、和訳「クマのジャン」）などがある。この稿本は、民話分類学の大家であるスティス・トンプソンの民話百選にもその英訳が所収されている。ここでは仲間は3人加わる。
熊のジャンは、たいがいの話例では、人間の母親と雄熊との間に生まれるが、コスカン版のように、もともと妊娠中だったのに、熊にさらわれて出産したら半熊半人に生まれたという説明もある。また（フランス語の類例は少ないが）、雌熊に養われて熊のような怪力をつけた主人公のケースもある（バスク版を参照）。
杖の重さは、500 リーブルとされる他、10,000リーブルという例がプロヴァンスにみられ、これは100キンタルの例（プロヴァンス語の話例）と一致する。さらには100,000リーブルの杖が、ブルターニュ地方（「イーヴとその鉄杖」）に見られる。
この「イーヴとその鉄杖」や、リュゼル訳「鉄杖のジャン」では、主人公が熊と関係がなくなっており、ドラリュいわく「フランス語の話群から外れた外縁的な」ものに属する。要するに亜流であるのだが、地元ブルターニュ地方では、本来ケルト語族のブルトン語で民話が受け継がれている。上の2例ではフランス語で発表されているが、「鉄杖のヤン」のように、ブルトン語が併記された場合もある。
「幽霊屋敷」で遭遇する敵は、小人や「小さな巨人」、悪魔である。下界に行く悪魔が多数いる場合もよくある。悪魔が脱出手段を教える場合もあるが、別に老婆などが居て教わることもある。
下界からの脱出法としては、巨大な鳥に乗って飛び去るのが典型で、鳥の種類は鷲が一般的だが、ロック鳥の例もある。また、妖精から脱出口の道を教わるが、背後の小さな光を振り返ってはならないという忠告を受けるのは、コスカン版の特有の要素である。

## ピレネー地方
ピレネー地方は、いくつかの言語圏にまたがるが、この地域からは、フランス南部オード県から採集されたオック語の「熊のジョアン」（Joan de l'Ors）、スペイン側からはカタルーニャ語版「熊のジョアン」（Joan de l'Os）、またバスク語の各例がある。
西欧各地、とくにピレネー地方の聖燭祭や謝肉祭などの祭典の熊は「熊のジャン」の場面の再現であるという仮説もある。
実際、アルル＝シュル＝テクの熊祭り、プラ＝ド＝モロ＝ラ＝プレストの熊祭り、サン＝ローラン＝ド＝セルダンの熊祭りなどが存在する（フランス領カタルーニャヴァルスピールにおける熊祭り）。
アルル＝シュル＝テクの例では、ロゼッタという女性の役（男性の若者が扮して行う）を熊役が襲うが、このとき性的で卑猥な仕草でおこなわれるという。最後に熊役は毛を刈られて「殺され」る 。
これら熊祭りの熊には、家畜を狙う害獣の側面もあるが、サテュロスのように淫乱な精霊の側面もあるとエマニュエル・ル・ロワ・ラデュリが指摘する。その性的側面は「熊のジャン」において母親が姦淫されることの言及に他ならないとうのが、ある研究者（M・G・コヤード）の学説である。
また、土地伝説では、ピック・デュ・ミディ・ドソーが「熊のジャン」の頭部だとも伝えられる。

## オック語
オック語「熊のジャン」（Jan de l'Ours）については、ユルバン・ジベールがオード県スグエーニュで採取した例を、ルネ・ネリが標準フランス語と対訳で発表している。「熊のジョアン」とも記される。
また、ダニエル・ファーブルとJ・クロワの共著に、ルイーズ・カサニョーというオード県出身の語り部から採録した話が所収される。
19世紀のオック語作家、ヴァレール・ベルナールは、この熊のジョアンのキャラクターを、その大著『エスクラルモンダ伝説』のところどころに登場させている。その影響により熊のジョアンは偶像化され、オック国の模範的ヒーローのイメージが築き上げられた、とも主張されている。

## バスク地方
バスク地方では、同源話は「熊のファン」（Juan Artz [´xwan ´arts̻])、「熊のシャン」（Xan Artz [´ʃan ´arts̻])、「ハシュコ」（Hachko）等と呼ばれる。
「熊のファン」（ アスクエ編）は、「ファンは母親に乳房がなかったため山でメス熊に育てられたという、」という冒頭文に始まるが、このように熊がオスではなくメスで、主人公の乳母の役割をするパターンは、ドラリュの研究でも熊のジャンの出自パターンのひとつに数えられてはいる。ただしのその類例は少ない。同じく熊に育てられた勇士の物語としては、青本版で広く読まれた『ヴァランタンとオルソン』が挙げられている。
「ハシュコと二人の仲間」  （バルビエ編、堀田郷弘訳。）では、女性を拉致するのは熊ではなく、バサ＝ジャウンという一種の怪人である。ただし、堀田による邦訳ではラミナという種類の妖精が拉致した話に置き換わっている。
このバサ＝ジャウンは近世になってから導入された要素とみられており、バルビエ自身による脚色の可能性が濃厚であると、ある研究家はみなしている。この仮説によれば、バルビエが加筆をした基となった稿本はジャン・フランソワ・セルカンが発表した民話「熊の子」であるという。
「熊の子」（セルカン編。 ）は、1878年および1882年に刊行されているが、バス＝ナヴァール県マンディーヴの住民から採集された民話である。この民話では、マンディーヴからスペインのオッチャガリアに帰還する途中の女性がイラティの森で熊に拉致される。

## スペイン
エスピノーサは、その1924年刊行のスペイン民話集（Cuentos Populares Españoles）に3篇の「熊のファン」を所収した。このうち第133話「熊のファニート」 (カスティーリャ・イ・レオン州ソリア県ブラコスで採集）は、三原幸久の邦訳（1989年）が出されている。あとの2篇は、第134話「熊のファニート」（サンタンデールのトゥダンカで採集）、および第135話「熊のファニーリョ」（トレド県ヴィジャルエンガで採集）である。
スペイン版には、悪魔の耳あるいはルシフェルの耳のモチーフがみられ、エスピノーサ編の話例にも登場する。主人公が悪魔の耳を切り取って所持品とすると、悪魔は主人公の支配下に置かれ、耳をかじれば悪魔が出現し命令に従う。異本ではドゥエンデというスペイン語圏典型の妖精がみずから自分の耳を切り落として主人公に与えている。また、「ルシフェルの耳」や「悪魔の耳」がそのまま作品の題名となっている例もある。この悪魔の耳のモチーフは、南米やアメリカ合衆国のスペイン語圏に伝わる民話にもみられる（§アメリカ大陸参照）。
上掲の「熊のファニート」（ブラコス版）では、主人公は 100アローバ（1150 キロ）の重さの鉄球を武器として使う。仲間は「松倒しの縄作り」と「尻で丘ならし」を名乗っていた。
エスピノーサは他にもいくつもの異本を発表している。そのカスティーリャ・イ・レオン民話集にも、「熊のファニーリョ」や「熊のファン」と題する例を収めている。動物が熊から変わっている変形として「ロバ息子」（El  Hijo Burra。ブルゴス県ロア・デ・ドゥエロで採集）が挙げられる。

## アメリカ大陸
類話はアメリカ大陸スペイン語圏にも広く伝わっており、エスピノーサは、アメリカ大陸で採集された33篇を1965年に発表している。

### メキシコ版
アメリカの民話学者ロバート・A・ バラカトもまた、メキシコ北部の類話3篇を1965年の論文で発表している（いずれも英訳を掲載）。「熊のフアン」は、シウダー・フアレス、「熊フアン」はテキサス州エルパソの住民から採録されている。あともう一例は未完全な類話「ロバのフアン」であった。
「ロバのフアン」の完結例（シカゴで採集）は、フランク・グッドウィンが1953年に発表しているが、ここでは主人公は雌ロバに授乳されて生育しており、前述のスペイン民話「ロバ息子」と同様の出自となっている。
メキシコ版では、主人公の武器がマチェテ（鉈の一種）であったり、「鉄の武器」であったりする例がみられ、マチェテを使って悪魔の耳をそぎ落とす。
主人公の仲間は、エルパソの採集例ではアプランセロス（「丘ならし」）とトゥンバピノス（「松ねじり」）という名である。「ロバのフアン」おいては、仲間の名はカルグイーン・カルゴーン（担ぎ屋担ぎ太郎）、ソプリーン・ソプローン（溜息屋溜息太郎）、オイディーン・オイドーン（聴き屋聴き太郎）であるが、これは女流作家フェルナン・カバリェーロの創作的民話『ルシフェルの耳』の仲間の名前と同一である 。

## 分類
「熊のジョン（熊のジャン）」の説話は、民話学ではAT 301型「奪われた三人の王女」（「熊息子」型とも）に分類される。
しかしフランスの学界では、より狭義のAT 301B型に分類し、これを「熊のジャン」（"Jean de l'ours" ）型と命名している。「熊のジャン」はまた、類似した話型であるAT650型「強者ジャン」("Jean le fort")の要素を強く取り入れているものがよくあり、すなわち混合型ともいうべきところとなっている。
スペイン語系の「熊のホアン」型を対象とする場合、類似する（ただし習合される話型が異なる）解析がされている。やはり異類婚姻譚の要素のある「奪われた三人の王女」型が基盤であるが、「六人組世界歩き」型（AT 513A型）との複合だとしている。スペイン民話学者の三原幸久の著書にこうした説明はみられる。日本民話の会編の事典では、主人公の仲間を「目利き・腕利き・耳利き・早足」の類としているが、これはスペイン語版にみられる傾向で、「六人組世界歩き」でもその通りの仲間が主人公と同行する。
日本では「熊のジョン」型と甲賀三郎伝説との比較研究が、荒木博之他によってなされている。

### 他分類との関連
前述したように、より広義にいえば「熊息子」型となる。また、「二人兄弟」型や「竜退治」型とも近似性や関連が指摘される。

#### 熊息子
世界の類例についても「熊のジャン」系統という呼称が使われることもあるが、西洋圏を離れるとジャンに相当する名前はつかない。また、「熊のジャン」とは粗筋が異なれば、類話とは言えなくなる。
より広義的な世界例は、「熊息子」系統とも呼称される。熊息子は「動物の血を引く子ども」の一種で、彼らは力が強く知恵もあり、時には動物の言葉を解す等で英雄になる。こういった、熊の血を引くために怪力を持つ男が冒険する話はヨーロッパ中に広がっている。
幅広い地域に分布しているため「異なったヴァージョンや異文が殆ど無限に存在する」が、基本的には人間の女性と熊の間に生まれた男の子の冒険を描いたおとぎ話である。
熊は北方でも最も体が大きく力強い動物とされ、民話の世界に反映されている。
「熊息子」型という表現は、AT分類上でいえばあまり特定的でなく、今では301型も650型（「強者ジャン」型、強力のハンス型）も含まれるとされている。この背景には、「熊息子」型という名称が純粋な民話学のみでなく、比較文学論でも使われていたという事実がある。すなわち、「熊息子」型（独: Bährensohnmärchen）という名称は、フリードリヒ・パンツァーが古英語詩『ベーオウルフ』研究(1910年)において収集した説話群のことを指すからである
また「熊息子」型と呼ばれる話型は、じっさいは「熊息子」のモチーフ（ B635.1 )が欠如する例も少なくない。「強力(ごうりき)のハンス」（650A型の代表例）も熊との関係はない。

#### 二人兄弟・竜退治との関係
「二人兄弟」（303型）は世界最古かつ、最も広く分布する話の一種であり、「竜退治」（300型）の話もそこに組み込まれている。「熊息子ジャン」も、それら二つの話と多くの部分が重なり合っている。
「二人兄弟」の話はその他にも、別の昔話・神話・伝説等と共有するモチーフが多い。例えば、男女の間に置く「貞節をあらわす抜き身の剣」もその一種で、有名なものとしてはワーグナーのオペラにもなった「トリスタンとイゾルデ」がある。
アーサー王物語は様々に発展し、「トリスタンとイゾルデ」の悲恋物語や「聖杯伝説」と結び付いた。

#### 地下世界との関係
「地底の国」型の話では、井戸の底に城があり、王女が竜に捕らえられている。熊のジャンは竜退治し、王女を救い出す。

#### アーサー王物語との関係
アーサー王という人物は、熊と深い関わりを持っている。神話学者フィリップ・ヴァルテルの研究（『アーサーまたは熊と王』など）によると、アーサー王のイメージの原型には「熊のジャン王」というケルト伝承があり、多くの点で森の王（熊）とアーサー王には結び付きがある。
英語圏でいう「アーサー」は、フランス語圏では「アルテュール Arthur」であり、この言葉は「熊」を意味するケルト諸語に由来している（例：ブルトン語 arzh 、ガリア語 artos 、ウェールズ語 arth）。そして天空には大熊座（北斗七星）と北極星があることから、アーサー王・熊・北極星は神話的思考において一つの体系となっている。
ジョン・ケネス・ブルックス・ウィスリントンの研究論文によると、古くからアーサー、アーサー王、アークトゥルス、空、大熊座、北斗七星、「アーサーの車」には繋がり（混同）がある。「アーサー」という語は多様で、アークトゥルス、牛飼い座、「大熊座の七つの星」等を指す。そして大熊座の七つの星とは、北斗七星のことであり、"Arthur's Wain"（アーサーの車）とも呼ばれる。
ジョン・トレヴィサが翻訳した、1398年頃のバルトロマエウス・アングリクス著『物性論』は、これらの意味を含んでいる。

## 日本における類似の童話
- 力太郎